# SOS 홍콩
"SOS 홍콩"은 한국에서 제작된 최경옥 감독의 1966년 영화이다. 박노식 등이 주연으로 출연하였고 신상옥 등이 제작에 참여하였다.

## 출연

### 주연
- 박노식
- 성소민
- 이향
- 최삼

## 기타
- 조명: 이규창
- 미술: 송백규